# Basy (skała)

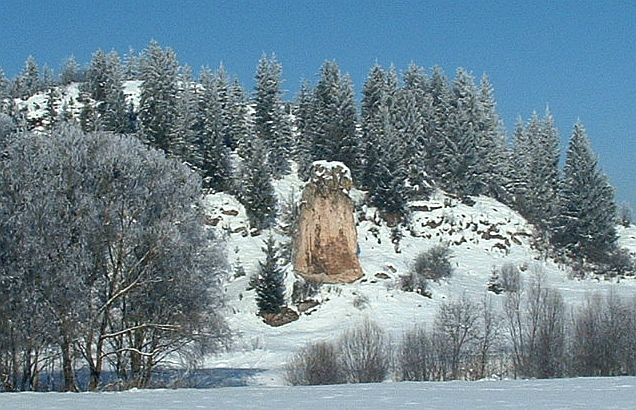
Na dole Gęśle, na szczycie Basy

Basy – masywna skała w grupie Lorencowych Skałek w Pieninach Spiskich. Grupa Lorenzowych Skałek znajduje się we wsi Krempachy na polach, na południe od zabudowanego obszaru tej miejscowości, a Basy znajdują się na jej szczycie. Wznoszą się na wysokość 650,5 m n.p.m. U południowo-zachodniego podnóża Lorencowych Skałek wznoszą się Gęśle, których nazwa pochodzi od góralskiego instrumentu muzycznego. Basami w gwarze podhalańskiej i spiskiej nazywano inny instrument muzyczny – basetlę.
Basy to skały wapienne sukcesji czorsztyńskiej. Tworzą je dwie grupy skał. Dolna to czerwone wapienie krynoidowe formacji wapienia z Krupianki wieku środkowojurajskiego. Nad nimi leżą uławicone, czerwone wapienie bulaste formacji wapienia czorsztyńskiego (szeroko rozprzestrzenionej w alpejskiej geologii tzw. facji Ammonitico Rosso). Wszystkie są najpłytszą sukcesją w basenie pienińskim, który w mezozoiku był jedną z najbardziej północnych gałęzi oceanu Tetydy.
Basy znajdują się w granicach wsi Krempachy w województwie małopolskim, w powiecie nowotarskim, w gminie Nowy Targ. Wraz z Gęślami są pomnikiem przyrody nieożywionej.

## Szlaki turystyczne
– czerwony szlak rowerowy. Odcinek z Krempach do Dursztyna.